# Jefferson Ruan Pereira dos Santos
Jefferson Ruan Pereira dos Santos (Volta Redonda, 30 de dezembro de 1999), mais conhecido como Jeffinho, é um futebolista brasileiro que atua como atacante. Atualmente defende o Botafogo.

## Carreira

### Resende
Jeffinho iniciou sua carreira no Resende, clube que defendeu como profissional por três temporadas. Pela equipe do interior fluminense, conquistou a Taça Rio em 2022. Nesse período, teve uma breve passagem por empréstimo pelo Gama.

### Botafogo
Em abril de 2022, foi anunciado como reforço para a equipe sub-23 do Botafogo, por empréstimo. No entanto, uma sequência de lesões na equipe principal do Glorioso fez com que o técnico Luís Castro efetivasse o jogador, que aos poucos ganhou espaço no time e foi contratado em definitivo por R$ 1,5 milhão.

### Lyon
Após se destacar no Campeonato Brasileiro de 2022, Jeffinho transferiu-se para o Lyon. A princípio, o atacante seria cedido por empréstimo ao clube francês, porém as equipes – ambas da Eagle Football Holdings, de John Textor – mudaram os termos do acordo para uma aquisição em definitivo por €10 milhões (cerca de R$55,2 milhões à época). Com o montante, o jogador tornou-se a venda mais cara da história do Botafogo.
Pelos Gones, Jeffinho ressaltou a diferença de intensidade entre o futebol francês e o brasileiro. Ao longo de 2023, foram três gols e uma assistência em 23 partidas.

### Retorno ao Botafogo
Em 2024, retornou ao alvinegro por empréstimo, fazendo parte do elenco que conquistou a Copa Libertadores da América e o Campeonato Brasileiro. Na competição sul-americana, Jeffinho foi responsável direto pela classificação do Glorioso às oitavas de final, marcando o gol da vitória por 1–0 contra o Universitario.
Ao final do ano, o Botafogo acertou a compra do jogador junto ao Lyon por cerca de 5 milhões de euros.

## Títulos
Resende
- Taça Rio: 2022

Botafogo
- Taça Rio: 2024
- Copa Libertadores da América: 2024
- Campeonato Brasileiro: 2024